# Holcocera ursella
Holcocera ursella é uma espécie de mariposa do gênero Holcocera pertencente à família Coleophoridae.